# Kamień (gromada w powiecie sępoleńskim)
Kamień (w latach 1970. Kamień Krajeński) – dawna gromada, czyli najmniejsza jednostka podziału terytorialnego Polskiej Rzeczypospolitej Ludowej w latach 1954–1972.
Gromady, z gromadzkimi radami narodowymi (GRN) jako organami władzy najniższego stopnia na wsi, funkcjonowały od reformy reorganizującej administrację wiejską przeprowadzonej jesienią 1954 do momentu ich zniesienia z dniem 1 stycznia 1973, tym samym wypierając organizację gminną w latach 1954–1972.
Gromadę Trzemeszno z siedzibą GRN w mieście Kamieniu (nie wchodzącym w jej skład) utworzono – jako jedną z 8759 gromad na obszarze Polski – w powiecie sępoleńskim w woj. bydgoskim, na mocy uchwały nr 24/9 WRN w Bydgoszczy z dnia 5 października 1954. W skład jednostki weszły obszary dotychczasowych gromad Dąbrowa, Orzełek, Płocicz i Witkowo ze zniesionej gminy Kamień Kraiński w tymże powiecie. Dla gromady ustalono 27 członków gromadzkiej rady narodowej.
1 stycznia 1969 do gromady Kamień włączono grunty rolne o powierzchni ogólnej 1.347,38 ha z miasta Kamień Krajeński oraz sołectwa Mała Cerkwica, Duża Cerkwica i PGR Radzim ze zniesionej gromady Mała Cerkwica – w tymże powiecie.
1 stycznia 1970 z gromady Kamień (retroaktywnie) wyłączono część wsi Mała Cerkwica o ogólnej powierzchni 260.78,50 ha, włączając ją do gromady Sępólno Krajeńskie w tymże powiecie.
W latach 1970. obowiązywała nazwa gromada Kamień Krajeński. 
Gromada przetrwała do końca 1972 roku, czyli do kolejnej reformy gminnej. 1 stycznia 1973 w powiecie sępoleńskim reaktywowano gminę Kamień Krajeński.